# 黑尾密光鰓魚
黑尾密光鰓魚（學名：Pycnochromis nigrurus），為輻鰭魚綱鱸形目雀鯛科密光鰓魚屬的其中一種，分布於印度洋區，從東非至斯里蘭卡及馬爾地夫海域，深度1至30公尺，體長可達6公分，棲息在臨海礁石區，以浮游生物為食，繁殖期時會成對出現，具領域性，雄魚會守護魚卵直到卵孵化。